# 好きになってく 愛してく/KinKiのやる気まんまんソング
「好きになってく 愛してく／KinKiのやる気まんまんソング」（すきになってく あいしてく／キンキのやるきまんまんソング）は、KinKi Kidsの9枚目のシングル。2000年3月8日に8cmCDで発売。発売元はジャニーズ・エンタテイメント。
2004年1月20日に12cmCD（マキシシングル）として再発売をしている。

## 解説
前作「雨のMelody/to Heart」に続く両A面シングル。ベストアルバム『KinKi Single Selection』には1曲目の「好きになってく 愛してく」のみ収録されている。
発売当時に初回盤2種類と通常盤1種類の計3種類が発売され、その後通常盤が12cm盤で再販されたため、計4種類のパターンが存在している。限定盤のうち1つは、「KinKiのやる気まんまんソング」が主題歌になったちびまる子ちゃん仕様のジャケットのバージョンであるが、収録内容の相違はない。なお、8cmCDシングルとして販売されたシングルは本作が最後である。

## チャート成績
オリコン週間ランキングで、初週36.4万枚を売り上げ、初登場1位を獲得した。このシングルでデビューから9枚連続オリコン1位を獲得し光GENJIが保持していたデビューから8枚連続オリコン1位（「STAR LIGHT」から「荒野のメガロポリス」まで）の記録を更新した。CD累計売上は52.6万枚（オリコン調べ）を記録した。

## 収録曲
1. 好きになってく 愛してく
（作詞：堂本剛 / 作曲：堂本光一 / 編曲：武部聡志）
KinKi Kidsが出演のフジテレビ系バラエティ『LOVE LOVE あいしてる』テーマソング。
『LOVE LOVE あいしてる』の企画で作られた楽曲である。
出版者：ブライト・ノート・ミュージック&フジパシフィックミュージック
2. KinKiのやる気まんまんソング
（作詞：さくらももこ / 作曲：飯田建彦 / 編曲：長岡成貢）
フジテレビ系アニメ『ちびまる子ちゃん』6代目オープニングテーマ。
作詞は同漫画の原作者であるさくらももこであり、内容は日常の何気ない行動にギャグを盛り込んだものである。
KinKi Kidsのシングルでは長らくグループ名義のアルバムに収録されていない楽曲であったが、2017年に発売された『The BEST』に初収録された。
出版者：フジパシフィックミュージック&ブライト・ノート・ミュージック
3. 好きになってく 愛してく（オリジナル・カラオケ）
4. KinKiのやる気まんまんソング（オリジナル・カラオケ）

## 参加ミュージシャン
※クレジットは『KinKi Single Selection』より
- 好きになってく 愛してく
  - Arrange, Keyboards, Bass：武部聡志
  - Guitar：鳥山雄司
  - Programmer：大竹徹夫
  - Strings：篠崎正嗣グループ
  - Chorus：吉田拓郎、高尾直樹、若子内悦郎

## 収録アルバム
好きになってく 愛してく
- KinKi Single Selection
- The BEST

KinKiのやる気まんまんソング
- まるまるぜんぶちびまる子ちゃん
- The BEST

## 映像作品
好きになってく 愛してく
- KinKi KISS Single Selection
- KinKi Kids Dome Tour 2004-2005 -Font De Anniversary.-
- KinKi Kids 2010-2011 〜君も堂本FAMILY〜
- K album（初回限定盤）
- KinKi Kids Concert 2022-2023 24451〜The Story of Us〜（初回限定盤）

KinKiのやる気まんまんソング
- We are Øn' 39!! and U? KinKi Kids Live in DOME 07-08
- KinKi you DVD